# Kiněšma
Kiněšma (rusky Кинешма) je město v Ivanovské oblasti v Ruské federaci. Při sčítání lidu v roce 2010 mělo přes 88 tisíc obyvatel.

## Poloha
Kiněšma leží na severovýchodě Ivanovské oblasti na pravém, jižním břehu Gorkovské přehrady na Volze skoro naproti ústí Mery. Od Ivanova, správního střediska oblasti, je vzdálena sto kilometrů na severovýchod, od Moskvy, hlavního města federace, zhruba čtyři sta kilometrů na severovýchod.
Nejbližší město je Zavolžsk, který leží na protějším, severním, levém břehu Volhy.

## Dějiny
Oblast Kiněšmy byla osídlena už nejpozději v druhém století před naším letopočtem, kdy zde sídlili Merjané jazykově patřící mezi Ugrofince.
První ruská písemná zmínka o obci se dochovala z roku 1429, kdy Kiněšmu dobyli a zpustošili Tataři. V roce 1504 náležela k Moskevskému velkoknížectví a byla důležitá místním rybolovem.
Začátkem 18. století se ve městě rozjíždí zpracování bavlny a textilní průmysl, později se přidá s vybudováním přístavu na Volze i růst obchodu. V roce 1777 se Kiněšma stává městem.
V roce 1871 je do Kiněšmy přivedena železnice.

### Rodáci
- Alexej Antipovič Potěchin (1829–1908), dramatik
- Vasilij (1876–1945), biskup pravoslavné církve
- Michail Porfirjevič Sokolnikov (1888–1979), historik umění
- Alexej Nikolajevič Krutikov (1895–1949), generál v druhé světové válce
- Viktor Vasiljevič Tichomirov (1912–1985), vědec v oboru radioelektroniky
- Gennadij Sergejevič Lebeděv (1922–1999), voják
- Vladimir Dmitrijevič Strelkov (1922–1950), voják
- Gennadij Michajlovič Abramov (1939–2015), baletní tanečník
- Irina Grigorjevna Akulovová (*1951), herečka

## Partnerská města
- Baranavičy, Bělorusko
- Vantaa, Finsko
- Gudauta, Abcházie